# Gosztola
Gosztola là một thị trấn thuộc hạt Zala, Hungary. Thị trấn này có diện tích 6,98 km², dân số năm 2010 là 39 người, mật độ 6 người/km².